# Colby (Wisconsin)
Pour les articles homonymes, voir Colby (homonymie).
Colby est une ville américaine située dans les comtés de Clark et Marathon, dans le Wisconsin. Elle comptait 1 852 habitants en 2010.